# Fort Bliss
Pour les articles homonymes, voir Fort Bliss (homonymie).

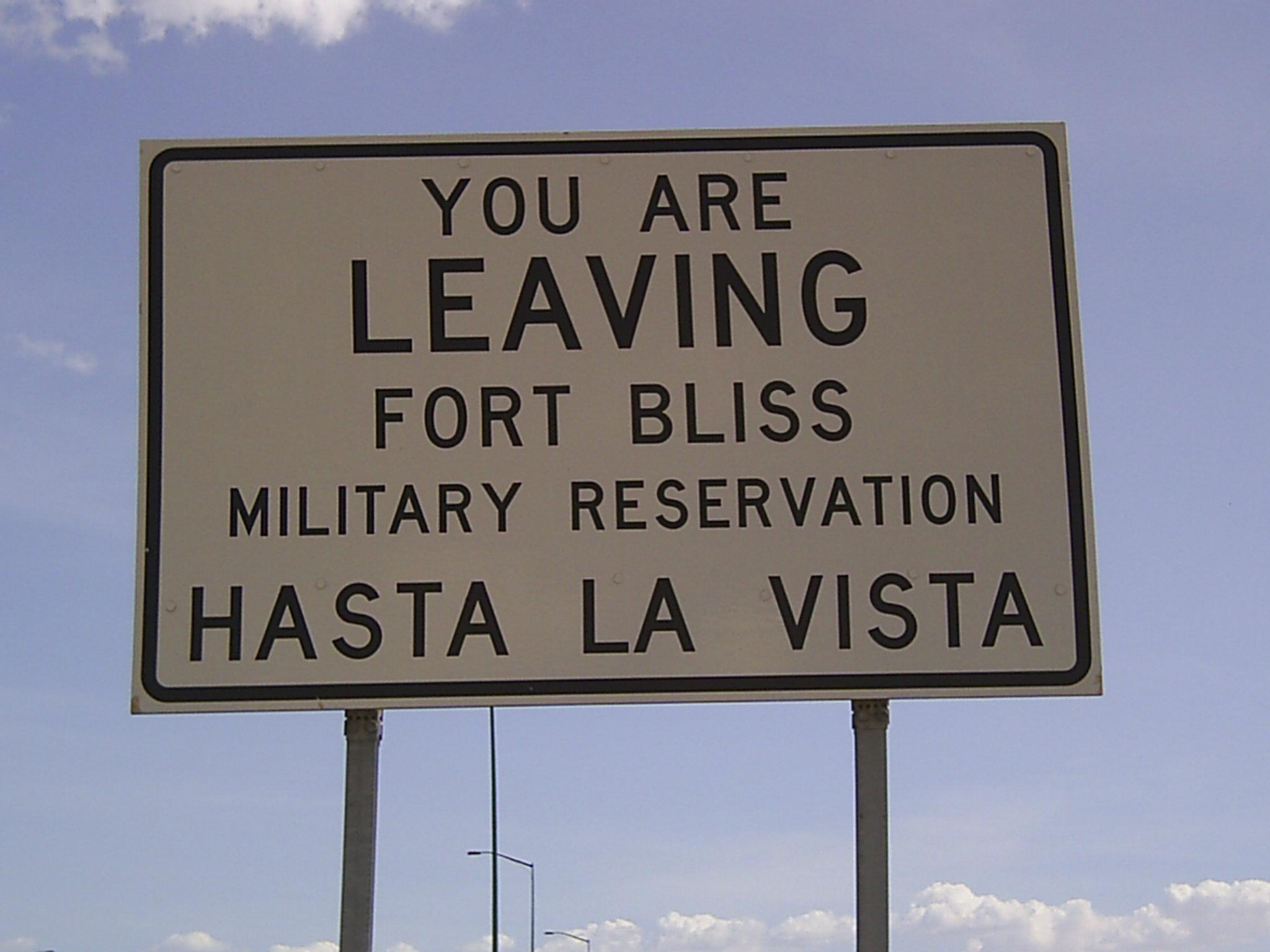

Fort Bliss est une base de l'armée de terre des États-Unis située à l'extrême ouest du Texas, près de la frontière mexicaine. Le fort tient son nom du lieutenant colonel William Wallace Smith Bliss (en), gendre de Zachary Taylor. 

## Installations
Fort Bliss est une installation du U.S. Army Training and Doctrine Command (TRADOC). Il comprend environ 4 500 km2 de terrain qui s'étendent sur le Texas et le Nouveau-Mexique, une taille comparable au Rhode Island. Fort Bliss comprend aussi les zones d'entraînement des McGregor Range et Doña Ana Range au Nouveau-Mexique. C'est la plus grande installation du TRADOC, la seconde plus grande base de l'US Army après le centre de lancement de White Sands, qui est adjacent à Fort Bliss, et le plus grand champ de manœuvre américain, 3 fois plus grand que le National Training Center. Fort Bliss fournit aussi la plus grande zone d'espace aérien dédié de la zone continentale des États-Unis pour une évolution d'avions de guerre.

## Histoire
L'histoire et le premier établissement de l'armée américaine à Fort Bliss remonte au milieu du XIXe siècle et la création d'un premier fort, utilisé principalement dans les guerres indiennes.
À la fin de la Seconde Guerre mondiale, le développement des missiles balistiques était une source de querelle entre les différentes composantes des forces armées des États-Unis. Ce fut finalement l'Armée de Terre, dont dépend la base, qui finalement fut chargée du développement de ces missiles. Fin 1945, la base vit l'arrivée de Wernher von Braun et de son équipe, exfiltrés d'Allemagne quelques mois plus tôt au cours de l'Opération Paperclip. Les domaines de compétence qui lui sont assignés sont la poursuite des travaux allemands portant sur les missiles intermédiaires A9 et A10 pour développer un IRBM, un ICBM ainsi qu'un nouveau lanceur. Von Braun, rejoindra en 1950 la base de Huntsville, dans l'Alabama, avant de s'illustrer plus tard lors du programme Apollo.
Le site sert d'école pour la lutte anti-aérienne. 
De 1956 à 2022, des unités de l'armée de l'air allemande y sont stationnés pour formation sur les matériels anti aériens dont les missiles Nike, Hawk puis Patriot. Un total de 65 000 aviateurs y ont été entraînés.
Jusqu'à un maximum de 2 000 allemands, militaires, familles et civils y étaient stationnés.

## Utilisation actuelle
Actuellement[Quand ?], Fort Bliss est chargé de l'entretien de plusieurs batteries de missiles Patriot et l'entrainement des soldats les mettant en œuvre. Fort Bliss sert de base à plusieurs brigades de défense anti-aérienne de l'US Army et est spécialisé dans l'entrainement des soldats des régiments d'artillerie anti-aérienne. Cela va changer dans les années à venir avec le plan BRAC 2005, qui verra Fort Bliss passer d'un centre d'artillerie anti-aérienne à un centre pour l'arme blindée. L'école et les brigades d'artillerie anti-aérienne seront déplacées vers Fort Sill. Elles seront remplacées par la 1re division blindée américaine dont l'arrivée de différents éléments se fera entre 2008 et 2011.

## Source
- (en) Cet article est partiellement ou en totalité issu de l’article de Wikipédia en anglais intitulé « Fort Bliss » (voir la liste des auteurs).